# Savelievka
Savelievka (en rus: Савельевка) és un poble de Baixkíria, a Rússia, que en el cens del 2010 tenia 40 habitants. Pertany al districte de Iermolàievo.